# Sidi Slimane (El Bayadh)
Pour les articles homonymes, voir Sidi Slimane.
Sidi Slimane est une commune de la wilaya d'El Bayadh en Algérie.

## Géographie

### Situation
Le territoire de la commune de Sidi Slimane se situe au nord-est de la wilaya d'El Bayadh.
| Sidi Tifour | Sidi Tifour  | Brida (Wilaya de Laghouat)     |
| Sidi Tifour | Sidi Slimane | Taouiala (Wilaya de Laghouat)  |
| Sidi Tifour | Sidi Tifour  | Tadjrouna (Wilaya de Laghouat) |

### Localités de la commune
La commune de Sidi Slimane est composée de deux localités :Ouled Brahim et Sidi Slimane.